# 387 km (obwód briański)
387 km (ros. 387 км) – przystanek kolejowy w miejscowości Lesozawod, w rejonie briańskim, w obwodzie briańskim, w Rosji. Położony jest na linii Moskwa – Briańsk – Kijów.